# Inventaire supplémentaire des monuments historiques
Ne doit pas être confondu avec Inventaire général.
Cet article court présente un sujet plus développé dans : Monument historique (France).
En France, l'inventaire supplémentaire des monuments historiques (parfois abrégé en ISMH) a été instauré par la loi du 23 juillet 1927 qui complète le dispositif de la loi du 31 décembre 1913 sur les monuments historiques. L'« inscription à l’inventaire supplémentaire des monuments historiques » est l'appellation utilisée de 1927 à 2005 en France, pour désigner les biens meubles et biens immeubles faisant à présent l'objet d'une « inscription au titre des monuments historiques ».
La décision sur l’inscription des immeubles à l’inventaire supplémentaire, jusqu’alors prise par le ministre après avis de la commission supérieure des monuments historiques, a été déconcentrée en 1984 au préfet de région, qui se prononce après l’avis d’une commission régionale du patrimoine historique, archéologique et ethnologique, devenue Commission régionale du patrimoine et des sites.
L'« inscription » est une protection des monuments historiques présentant un intérêt remarquable à l'échelle régionale, contrairement au « classement », protégeant les monuments présentant un intérêt à l'échelle de la nation. 
L’inventaire supplémentaire des monuments historiques est distinct de l’inventaire général du patrimoine culturel, réalisé par les services régionaux de l'inventaire. Un bâtiment « à l'inventaire » ou « inventorié » n'est donc pas obligatoirement un monument historique et n’établit aucune protection ni périmètre de protection.